# Словацкая академия наук
Словацкая академия наук (САН) (словац. Slovenská akadémia vied) — основана 26 июня 1953 года. Центральный офис находится в Братиславе. Базируется на прогрессивных научных традициях Матицы словацкой, научного общества им. П. Й. Шафарика (основано в 1926), Словацкой академии наук и искусств (1943).

## История
Начиная с 1953 года создана сеть научно-исследовательских институтов САН. В начале САН имела 14 научных учреждений.
В 1953 г. в САН работало 584 сотрудника, из них в институтах гуманитарного направления — 244 чел. и 196 — в институтах естественных наук (химия, медицина, биология, сельское хозяйство). 58 чел. работало в области наук о Земле и Вселенной, физико-математических и технических наук. 106 работников работали в совместных НИИ.
С 1963 г. Словацкая академия наук — часть Чехословацкой академии наук.
В 1975 г. САН имела 30 действительных членов и 37 членов-корреспондентов (21 из них одновременно были членами Чехословацкой АН). В это время объединяла 19 научных коллегий, около 50 научных учреждений, в том числе НИИ в Братиславе (физики, биологии, технической кибернетики, геологические и другие), Кошице (экспериментальной физики, горного дела, гельминтологии т. д.), в Нитре (археологические).
В учреждениях САН в 1980-х годах было занято около 4 тыс. работников, в том числе 85 докторов и свыше 700 кандидатов наук. Издавалось более 30 научных журналов. Председатель САН был первым заместителем председателя Чехословацкой АН. В 1991 г. САН имела более 50 академиков, 60 членов-корреспондентов, около 50 научных учреждений.
В настоящее время САН — самостоятельная самоуправляемая научная организация в Словакии. Реформированная академия отказалась от практики индивидуального выборно-пожизненного членства учёных, вместо этого академия объединяет научно-исследовательские учреждения страны, избранные представители которых, составляют высший орган самоуправления академии — Ассамблею САН (словац. Snem SAV) — действующий в режиме 4-летних каденций/созывов. Текущий состав Ассамблеи был избран в 2017 и будет действовать до 2021 года.
Председатель (президент) САН с января 2015 года — Павол Шайгалик. В 1953 году первым в Словацкой академии наук получил звание академика Франтишек Вотруба, поэт, публицист, переводчик, литературный критик.
Основная миссия САН и её организаций — осуществление фундаментальных и прикладных исследований по широкому кругу технических, естественных, гуманитарных и социальных наук. Научно-исследовательская деятельность САН стремится развивать знания на международном уровне, придерживаясь при этом текущих потребностей словацкого общества. Организации Академии сотрудничают с университетами в сфере образования, в частности, подготовки научных кадров, преподавательской деятельности в университетах.
С помощью двусторонних и многосторонних международных и отечественных научных проектов, в частности из структурных фондов ЕС и членства в международных ассоциациях и учреждениях разработана обширная система международного сотрудничества, тем самым способствуя интеграции Словацкой науки в транснациональном контексте.
Имеет статус наблюдателя в международной ассоциации академий наук.
Центральная библиотека Академии получает обязательный экземпляр всех изданных в стране книг. Институт языкознания издаёт словари и грамматики словацкого языка.

## Источник
- Словацкая Академия Наук. 1953—1983. Братислава. 1984. 154 с.